# Leonardo Domenici

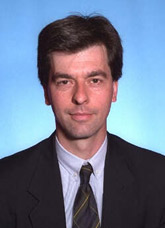
Leonardo Domenici, 1996

Leonardo Domenici (* 12. Juli 1955 in Florenz) ist ein italienischer Politiker der Partito Democratico (PD). Er war von 1999 bis 2009 Bürgermeister von Florenz und von 2009 bis 2014 Mitglied des Europäischen Parlaments.

## Leben und politische Karriere
Domenici schloss 1988 ein Studium der Moralphilosophie an der Universität Florenz ab. Er begann sein politisches Engagement beim Bund der Kommunistischen Jugend Italiens (FGCI) und trat der Partito Comunista Italiano (PCI) bei, für die er Gemeinderat wurde. Die PCI wandte sich nach 1989 mehrheitlich vom Kommunismus ab und benannte sich 1991 in Partito Democratico della Sinistra (PDS; Demokratische Linkspartei) um, der auch Domenici in der Folgezeit angehörte. Bei der Parlamentswahl 1994 wurde er als Vertreter des Wahlkreises von Bagno a Ripoli in die italienische Abgeordnetenkammer gewählt, der er bis 1999 angehörte.
Bei der Kommunalwahl 1999 wurde er als Kandidat des Mitte-links-Bündnisses L’Ulivo mit 51,65 % im ersten Wahlgang zum Bürgermeister seiner Heimatstadt Florenz gewählt. Von 2000 bis 2009 war Domenici zudem Vorsitzender der Associazione Nazionale Comuni Italiani (ANCI; nationale Vereinigung italienischer Kommunen). Im Jahr 2002 war Florenz unter seiner Führung Gastgeber des Europäischen Sozialforums. Im selben Jahr beteiligte sich der Bürgermeister an der Rettung des AC Florenz, der zahlungsunfähig geworden war und die Ligalizenz verloren hatte. Domenici initiierte eine Neugründung und fungierte kurzzeitig als Präsident des Clubs. 2004 gelang ihm die Wiederwahl mit 49,2 % im ersten Wahlgang und 66 % in der Stichwahl. Er übte das Bürgermeisteramt bis 2009 aus. Domenici trieb die Wiedereinführung der Straßenbahn Florenz voran, die 2010 eröffnet wurde. Von 2008 bis 2009 war er Vizepräsident des Europäischen Ausschusses der Regionen (AdR).
Die Linksdemokraten fusionierten 2007 mit weiteren Mitte-links-Parteien zur Partito Democratico, deren Gründungskomitee Domenici angehörte. Bei der Europawahl 2009 wurde er als Vertreter des Wahlkreises Mittelitalien für die Legislaturperiode bis 2014 in das Europäische Parlament gewählt. Dort gehörte er der Fraktion der Progressiven Allianz der Sozialdemokraten (S&D) an, war Mitglied im Ausschuss für Wirtschaft und Währung sowie Delegierter im Ausschuss für parlamentarische Kooperation EU-Russland. Zur Europawahl 2014 trat er für eine Wiederwahl an, scheiterte aber.

## Auszeichnungen
- 2002: Großes Goldenes Ehrenzeichen mit dem Stern für Verdienste um die Republik Österreich[2]